# Сбольчи, Джефте
Джефте Сбольчи (итал. Jefte Sbolci; 5 сентября 1833 года, Флоренция — 7 декабря 1895 года, там же) — итальянский виолончелист и дирижёр.
Был известен как ансамблист, играл в первых составах Флорентийского квартета (1861—1865, до прихода Жана Беккера за пульт первой скрипки), позднее выступал в составе Флорентийского трио (с Джузеппе Буонамичи и Луиджи Киостри). Вместе с Джоваккино Джоваккини был постоянным партнёром Ганса фон Бюлова во время его итальянских гастролей.
В 1869 г. в качестве дирижёра предпринял первую попытку организовать во Флоренции «народные концерты» для непосвящённой публики — состоялись, однако, лишь три концерта. С 1873 г. руководил вновь учреждённым городским оркестром.
Среди учеников Сбольчи, в частности, Луиджи Манчинелли.